# S. T. Joshi
Sunand Tryambak Joshi (Pune, 22 giugno 1958) è un critico letterario statunitense di narrativa weird e fantastica, noto in particolare per il suo lavoro di ricerca letteraria e filologica su H. P. Lovecraft e gli autori a lui correlati.

## Biografia
S. T. Joshi è nato il 22 giugno 1958 a Pune, in India, da Tryambak M. Joshi e Padmini T. Joshi. Quando aveva quattro anni, la sua famiglia si trasferì negli Stati Uniti d'America e si stabilì nell'Indiana. All'età di tredici anni scoprì il lavoro di Lovecraft in una biblioteca pubblica a Muncie. Lesse anche la biografia di Lovecraft di L. Sprague de Camp intitolata Lovecraft: A Biography, pubblicata nel 1975, e da allora ha iniziato a dedicarsi a Lovecraft. Questa devozione lo ha portato a rifiutare le offerte delle università di Yale e Harvard in modo che potesse frequentare la Brown.
Nell'agosto 2014 si è opposto alla campagna per cambiare la statuetta del Premio World Fantasy che raffigurava il volto di Lovecraft (tratto da un busto ideato da Gahan Wilson) con quello della scrittrice afroamericana Octavia E. Butler, restituendo i premi precedentemente ottenuti in segno di protesta. Dal 2017 la statuetta è stata comunque ufficialmente modificata prendendo la forma di un albero davanti a una luna piena, su disegno di Vincent Villafranca.
L'opera di critica letteraria di S.T. Joshi si basa sull'analisi della visione del mondo e della poetica degli autori da lui esaminati. Il suo The Weird Tale è un'analisi dettagliata della scrittura horror e fantasy di Arthur Machen, Algernon Blackwood, Lord Dunsany, MR James, Ambrose Bierce e H.P. Lovecraft.

## Vita privata
Dal settembre 2001 al dicembre 2010 è stato sposato con Leslie Gary Boba. Dal luglio 2014 è sposato con Mary Krawczak Wilson. È ateo, e attualmente vive a Seattle, Washington.

## Pubblicazioni principali

### Libri
- Lord Dunsany: A Bibliography (1993) (coautore: Darrell Schweitzer)
- HP Lovecraft: A life (1996)
- Sixty Years of Arkham House : una storia e una bibliografia (Arkham House, 1999)
- I AM Providence: The Life and Times of H.P. Lovecraft (2010)
- Lord Dunsany: A Comprehensive Bibliography (2013)

### Volumi editi
- Miscellaneous Writings, HP Lovecraft (Arkham House, 1995).
- The Call of Cthulhu and Other Weird Stories, HP Lovecraft (Penguin Classics n. 1, 1999)
- The Thing on the Doorstep and Other Weird Stories, HP Lovecraft (Penguin Classics n. 2, 2001)
- The Dreams in the Witch House and Others Weird Stories, HP Lovecraft (Penguin Classics n. 3, 2005)

## Riconoscimenti
- Horror Writers Association – Bram Stoker Award for Nonfiction 1996 H.P. Lovecraft: A Life (Necronomicon Press) - Autore
- British Fantasy Society – British Fantasy Award for Best Small-Press Publication 1997 H.P. Lovecraft: A Life (Necronomicon Press) - Autore
- International Association for the Fantastic in the Arts – IAFA Premio della Critica 2003
- World Fantasy Award – Premio speciale
- International Horror Guild – Saggistica Horror e Fantastica  2005 Supernatural Literature of the World (Greenwood Press) - Co-Autore
- International Horror Guild – Saggistica Horror e Fantastica 2006 Icons of Horror and the Supernatural (Greenwood Press) - Autore
- World Fantasy Award – Special Award Non-Professional 2013 Unutterable Horror: A History of Supernatural Fiction, Volumes 1&2 (PS Publishing) - Autore